# ماركو غونزاليس
ماركو غونزاليس (26 مايو 1986 بونتا أريناس تشيلي - ) هو لاعب كرة قدم تشيلي يلعب كمهاجم.